# 拓跋守寂
拓跋守寂（?—?），盛唐时党项首领，拓跋后那的孙子，拓跋思泰的兒子。
在吐蕃的压力下，党项被迫放弃故地（今青海省东部、四川省西部）。开元九年（721年），唐玄宗下诏在庆州（今甘肃省庆阳市）置静边州，安置党项人，以拓跋守寂为右监门都督，并封西平公。安史之乱爆发後，拓跋守寂带兵勤王，被提升为容州刺史，领天柱军使。他的儿子拓跋朝光、孙子拓跋乾晖又迁至夏州。成为西夏开基的滥觞。 

## 家族
- 远祖拓跋木弥
- 高祖拓跋立迦，大将军，十八州部落使
- 曾祖拓跋罗胄，右监门卫将军，押十八州部落使，充防河军大使
- 祖父拓跋后那，静边州都督，押淳、恤等十八州部落使，兼防河军大使，赠银州刺史
- 父亲拓跋思泰，左金吾卫大将军，兼静边州都督防御使，西平郡开国公，赠特进、左羽林军大将军